# Pers-Jussy
Pers-Jussy település Franciaországban, Haute-Savoie megyében. Lakosainak száma 3207 fő (2022. január 1.). Pers-Jussy Arbusigny, La Chapelle-Rambaud, Cornier, Etaux, Reignier-Ésery és Scientrier községekkel határos.

## Népesség
A település népességének változása:
| Lakosok száma | 2807 | 2997 | 3114 | 3052 | 3080 | 3108 | 3145 | 3170 | 3207 |
|               | 2013 | 2015 | 2016 | 2017 | 2018 | 2019 | 2020 | 2021 | 2022 |